# 樫本学ヴ
樫本 学ヴ（かしもと まなヴ、本名：樫本 学（かしもと まなぶ）、1967年8月12日 - ）は、日本の漫画家。愛称「カッシー」。愛媛県西予市（旧東宇和郡宇和町）出身。愛媛県立宇和高等学校卒業。

## 経歴
- 小学4年生のときに『コロコロコミック』創刊号に出会い（買わずに立ち読みしたという[2]）、漫画を描き始める。当時『コロコロコミック』の藤子不二雄賞は年齢制限が15歳以上だったため、小学5年生のときに『週刊少年チャンピオン』に初投稿[2]。
- 14歳のときに15歳と年齢を偽り[2]、初めて藤子不二雄賞に漫画を投稿し最終選考まで残る。タイトルは『HEY! ミルキー』[2][3]。
- 1986年 - 『G筆（ペン）まん吉』で第12回藤子不二雄賞を受賞。
- 1987年 - 『刑事（デカ）ボットB.B』で『月刊コロコロコミック』にてデビュー。3話のみの短期連載だった。ながいのりあきのもとでのアシスタント修業を経て『ぼくらはドラゴン少年団』を連載するが5回で打ち切りとなり、人気とは無縁の新人時代を過ごした[2]。その後、当時の担当編集に連れられたミニ四駆全日本選手権 ジャパンカップで行われた徳田ザウルスのサイン会を目の当たりにし漫画家としてのプロ意識を持ち始め[2]、以後『コロコロコミック』で連載を持ち続ける代表作家となる。
- 1990年 - 『江戸っ子ボーイ がってん太助』連載開始。同年10月にアニメ化。
- 1995年 - 『学級王ヤマザキ』連載開始。アニメ化に加え初のゲーム化も行われた。
- 1998年 - 『ヤマザキマンガ入門』で歌手としてCDデビュー（シングル「ヤマザキ一番」に収録）。
- 2001年 - 『コロッケ!』（第48回小学館漫画賞児童部門受賞作）連載開始。2003年4月にアニメ化。

## 人物・逸話
- 自画像は上半分のミカンの皮の形をした帽子を被った姿で、自身の作品にもしばしば登場する。最初に作品内に登場したのは『爆走!ダッシュクラブ』[3]。アニメ化された作品内で声を充てている声優は伊崎寿克。また、妻と娘も一緒にいることがある。
- 浜田省吾の大ファンで、漫画の背景や商品名などに略称である「ハマショー」の文字を用いており、彼のライブの感想や告知を書いている。また、作品内のフレーズにもその影響がある（『嵐のJボーイ ぶっとび闘人』の校名「浜田小学校」や『コロッケ!』の技名「ハンマー掌」など）。読者コーナーの「コロコロFC」では、「ハマショー」の意味について質問が寄せられたことがあった。
- 藤子・F・不二雄に憧れ、中学、高校時代は同級生と合作を作って藤子不二雄賞に応募しており、漫画ではない絵物語を送ったこともあった[2]。
- 高校時代は生徒会長を務めており、卒業に際してのスピーチで「私は東京に行って漫画家になります」と宣言していた。
- 学生時代はブレイクダンスが趣味であった。第12回藤子不二雄賞の授賞式典でブレイクダンスを披露して、業界人を唖然とさせたことがある。
- 徳田ザウルスのアシスタント経験があり、当時はお金に困っていたという。
- 同じ『コロコロコミック』誌上で活動している漫画家の沢田ユキオと仲がよく、互いの作品内にモブキャラクターとして登場させ合ったことがある。
- 『コロコロコミック』誌上では長らく毎月2作品を執筆していた。『嵐のJボーイ ぶっとび闘人』と『やったね!ラモズくん』を同時に描いた時に始まり、1作品の終了ごとに『学級王ヤマザキ』、『ヨシモトムチッ子物語』、『ぞくぞくヒーローズ』と交代し、さらに一時期には『別冊コロコロコミック』の番外編と『コミックGOTTA』の『超番ワニオ』も同時に執筆していた。しかし、『ぞくぞくヒーローズ』の終了後、『学級王ヤマザキ』連載末期からは1作品のみとなった。
- 『コロコロコミック』掲載時に広告が載っていた部分に、コミックスでは描き下ろし漫画を描くことが恒例となっている。内容は自身の思い出話・近況など自伝的なものが多い。
- コミックスの後書きでは、収録されている話を細かく解説・自己評価し、話に関連付けたイラストを添えている。納得しない話の場合は「失敗作」などと筆ペンで殴り書きし、反省点を挙げることがある。最後に総評として、自身の決意などを述べる。また、『学級王ヤマザキ』の連載後期に、このコーナーでスランプに陥っていることを吐露していた。
- 作品の新連載の開始前号では必ず予告漫画を執筆している。また、その内容は前の連載作品のコミックス最終巻に掲載されることが多い。

## 作品一覧

### 連載
- 刑事（デカ）ボットB.B - 小学館『月刊コロコロコミック』（1987年4月号 - 6月号）
- ぼくらはドラゴン少年団 - 小学館『月刊コロコロコミック』（1988年1月号 - 5月号）
- 爆走！ダッシュクラブ - 小学館『月刊コロコロコミック』（1989年4月号 - 12月号） - 単行本全2巻。
- 江戸っ子ボーイ がってん太助 - 小学館『月刊コロコロコミック』（1990年3月号 - 1991年6月号） - 単行本全3巻。
- スーパービックリマン - 小学館『小学一年生』『小学二年生』『小学三年生』（1991年 - 1993年）
- 嵐のJボーイ ぶっとび闘人 - 小学館『月刊コロコロコミック』（1992年4月号 - 1995年6月号） - 単行本全7巻。
- やったね!ラモズくん - 小学館『月刊コロコロコミック』（1993年8月号 - 1998年2月号） - 単行本全6巻。
- 超魔法大陸WOZZ - 小学館『ゲーム・オン!』（1995年） - 未単行本化作品。
- 学級王ヤマザキ - 小学館『月刊コロコロコミック』（1995年9月号 - 2001年2月号） - 単行本全12巻。
- ヨシモトムチッ子物語 - 小学館『月刊コロコロコミック』（1998年3月号 - 2000年4月号） - 単行本全2巻。
- 超番ワニオ - 小学館『コミックGOTTA』（2000年2月号 - 2001年7月号） - 単行本全1巻。
- ぞくぞくヒーローズ - 小学館『月刊コロコロコミック』（2000年6月号 - 12月号） - 未単行本化作品。
- コロッケ! - 小学館『月刊コロコロコミック』（2001年4月号 - 2006年11月号） - 単行本全15巻。
- ぼくはガリレオ - 小学館『月刊コロコロコミック』（2007年1月号 - 2010年9月号） - 単行本全10巻。
- キメルのYOYO! - 小学館『月刊コロコロコミック』（2010年10月号 - 2012年3月号） - 単行本全4巻。
- ぶっとびスピナー キメル!! - 小学館『月刊コロコロコミック』（2012年4月号 - 2013年6月号） - 単行本全3巻。
- ぷにゅぷにゅ勇者 ミャメミャメ - 小学館『月刊コロコロコミック』（2013年10月号 - 2015年10月号〈「かしもとまなヴ」名義〉） - 単行本全5巻。
- 手裏拳トンマ - 小学館『月刊コロコロコミック』（2016年4月号 - 2018年3月号） - 単行本全5巻。
- コロッケ！ BLACK LABEL - 小学館『コロコロアニキ』→小学館『コロコロオンライン』（2018年冬号 - 2025年5月） - 単行本全10巻。全55話。

### 読み切り
- 刑事（デカ）ボットB.B - 小学館『月刊コロコロコミック新年増刊号』（1987年） - 前述の連載作の読み切り版。掲載された増刊号は受賞作の載った別冊より3日早く発売された。
- G筆（ペン）まん吉 - 小学館『別冊コロコロコミック』（1987年2月号） - 藤子不二雄賞受賞作品。
- ミニ四駆ドラゴン爆走大作戦 - 小学館『別冊コロコロコミック』（1988年8月号） - 『爆走!ダッシュクラブ』単行本第2巻収録。
- あっぱれ!カラクリ丸 - 小学館『月刊コロコロコミック増刊号』・『別冊コロコロコミック』（1989年） - 『爆走!ダッシュクラブ』単行本第2巻収録。
- おもちゃのChaChaちゃん - 小学館『小学四年生』（1991年6月号）
- F（秘）伝説 - 小学館『月刊コロコロコミック』（1991年9月号）
- 前園真聖物語 フィールドの彼方に - 小学館『月刊コロコロコミック』（1995年7月号）
- ぼくのコロコロまんが道 - 小学館『熱血!!コロコロ伝説』Vol.9（2007年）
- 爆裂!カッシーオールスターズ - 小学館『コロコロアニキ』第2号（2015年）

### その他
- 赤い羽根共同募金マスコットキャラクター『愛ちゃんと希望くん』（1991年頃 - ）[4] - 元々は公募によるデザインを藤子不二雄Aがキャラクター化したもの[5][6]。
- 超魔法大陸WOZZ（1995年） - BPSより発売されたRPG作品。キャラクターデザイン。取扱説明書にはストーリー冒頭部分の漫画を描きおろしている。
- ぞくぞくヒーローズ（2000年） - メディアファクトリーより発売されたRPG作品。キャラクターデザイン。
- せい坊（2011年 - ） - 自身の出身地の西予市のマスコットキャラクター。キャラクターデザインを担当し、並行して四コマ漫画も担当している[7]。
- ワクワク☆かっこいい 男の子のおはなし冒険島（2012年） - ナツメ社、著：山田理加子。「ジャックとまめのき」の絵を担当。
- うちのネコは飼い主に優しい。（2018年 - 、Twitterなどで不定期発表） - 小学館、単行本全1巻。
- へのへのカッパせんせい（2019年 - ） - 小学館、児童向け読み物シリーズ。既刊7巻。

## アシスタント
- 上山道郎[8]